# إدواردو باريوس
إدواردو باريوس (بالإسبانية: Eduardo Barrios) هو كاتب وشاعر تشيلي، ولد في 25 أكتوبر 1884 في فالبارايسو في تشيلي، وتوفي في 13 سبتمبر 1963 في سانتياغو في تشيلي.

## وصلات خارجية
- إدواردو باريوس على موقع الموسوعة البريطانية (الإنجليزية)
- إدواردو باريوس على موقع ديسكوغز (الإنجليزية)